# Grytnäs Barbro Ersdotter
Grytnäs Elin Barbro Ersdotter, född 24 juli 1942 i Falun (skriven i Leksands församling), död 19 november 2020 i Stockholm, var en svensk designer och tecknare.
Ersdotter, som var dotter till hemmansägare Grytnäs Erik Eriksson och Elin Margareta Bröms, genomgick Femina mode- och textilskola och Stockholms Tillskärarakademi 1959–1961, var specialelev vid Konstfackskolan 1960–1962, studerade vid Anders Beckmans skola 1962–1966 och konst- och dräkthistoria för Rudolf Broby-Johansen 1982–1983. Hon var modetecknare på Svenska Dagbladet 1966–1975 och textildesigner vid Gamlestaden-Strömma 1966–1972. 
Ersdotter var frilansande modetecknare för bland annat International Wool, Femina, Damernas Värld, modetextildesigner för Ivar Wahl AB, Martinett, Tonniemodeller och Petri 1971–1976, designer, koordinator och inköpare hos Blommor och Bin AB 1976–1982 och förpackningsdesigner där 1976–1987. Hon var anställd hos Rädda Barnen, Afro Art, Norska Flyktingrådet/FN för u-landsarbete 1984, konsult hos biståndsorganisationen Deutsche Gesellschaft für Technische Zusammenarbeit (GTZ) för projekt i samarbete med kvinnoorganisationer i Djibouti 1984, lärare i mode vid Anders Beckmans skola från 1976, designer och konsult i bland annat Kvarkenrådet, projektledare och Estrid Ericsons stipendiat för att leda en grupp unga designers 1987. 
Ersdotter utgav Allmogekläder (1976) och är representerad vid Musée de l'Impression sur Étoffes i Mulhouse. Hon är gravsatt på Leksands kyrkogård.